# TruTV
truTVは、ワーナー・ブラザース・ディスカバリーが運営するテレビチャンネル。

## 歴史
1991年7月、コートTVとして開局。当時はリバティメディア50%、ターナー25%、ゼネラル・エレクトリックとNBCが25%株を所有していた。2006年ターナーに全株式を売却、2008年1月にtruTVとして生まれ変わった。
主な番組としては犯罪やサスペンスを中心としたドラマやリアリティ、ワイプアウトの再放送も行っている。また2011年からはNCAA男子マーチマッドネスの放送がスタートした。